# Список древнеримских родов
Рода Древнего Рима формировали костяк древнеримского гражданства.

## А
- Абронии/Abronia
- Абурии/Aburia
- Авиении/Aviena
- Авидии/Avidia
- Авлии/Aulia
- Аврелии/Aurelia
- Аврии/Auria
- Аврункулеи/Aurunculeia
- Автронии/Autronia
- Азинии/Asinia
- Аквилии/Aquillia
- Аквинии/Aquinia
- Актории/Actoria
- Акуции/Acutia
- Акколеи/Accoleia
- Аксии/Axia
- Альбии/Albia
- Альбинии/Albinia
- Альбуции/Albucia
- Аллии/Allia
- Альфении/Alfena
- Альфии/Alfia
- Амафинии/Amafinia
- Ампии/Ampia
- Аннеи/Anneia
- Аннии/Annia
- Аниции/Anicia
- Анхарии/Ancharia
- Анции/Antia
- Антистии/Antistia
- Антонии/Antonia
- Апонии/Aponia
- Апронии/Apronia
- Аппулеи/Appuleia
- Апустии/Apustia
- Ареллии/Arellia
- Аррении/Arennia
- Аррии/Arria
- Арпинеи/Arpineia
- Аррунции/Arruntia
- Артикулеи/Articuleia
- Асконии/Asconia
- Атеи/ Ateia
- Атернии/Aternia
- Аттии/Atia
- Атилии/Atilia
- Атинии/Atinia
- Атрии/Atria
- Ауфидии/Aufidia
- Афрании/Afrania
- Ацерронии/Acerronia
- Ацилии/Acilia

## Б
- Балвентии Balventia
- Бантии Bantia
- Барбатии Barbatia
- Бебии Baebia
- Бетилиении Betiliena
- Бетуции Betucia
- Блосии Blossia
- Букцулеи Bucculeia
- Буриении Burriena
- Брутии Bruttia

## В
- Валерии Valeria
- Вергинии Verginia
- Ветурии Veturia
- Випсании Vipsania
- Виселии или Визелии Visellia

## Г
- Гегании Gegania
- Генуции Genucia
- Горации Horatii

## Д
- Деции
- Дидии
- Долабеллы
- Домиции
- Друзы
- Дуилии

## И
- Ицилии

## К
- Кальпурнии
- Кассии
- Квинкции
- Квинтилии
- Клавдии
- Корнелии
- Крассы
- Куриации
- Курии

## Л
- Ларции;
- Латерии;
- Лелии;
- Летилии;
- Ливии;
- Лицинии;
- Лоллии;
- Лутации;
- Луттии;
- Луцилии

## М
- Мамилии Mamilia
- Манилии Manilia
- Манлии Manlia
- Марции Marcia
- Марии Maria (Марий)
- Мемии Memmia
- Менении Menenia
- Метеллы
- Минуции Minucia
- Модии Modia
- Мурены
- Муции Mucia

## Н
- Навтии/Nautia;
- Невии/Naevia;
- Ниннии/Ninnia;
- Нонии/Nonia;
- Нумизии/Numicia;
- Нуммии/Nummia;
- Нумонии/Numonia;
- Нуннулеи/Nunnuleia

## О
- Овидии Ovidia
- Октавии Octavia
- Опии Oppia
- Отацилии Otacilia

## П
- Папирии Papiria
- Перитии Peritia
- Пизоны Piso
- Пинарии Pinaria
- Помпеи Pompeia
- Помпилии Pompilia
- Помпонии Pomponia
- Порции Porcia
- Постумии Postumia
- Потиции  Potitia
- Публиции Publicia
- Публилии Publilia

## Р
- Рабирии Rabiria
- Ремии Remmia
- Ромилии Romilia
- Рутилии Rutilia

## С
- Сальвии
- Секстии
- Семпронии
- Септимии
- Сервилии
- Сергии
- Сестии
- Сицинии
- Скрибонии
- Статилии
- Сульпиции
- Сципионы

## Т
- Теренции
- Торкваты
- Требеллии
- Туллии
- Туррании

## У
- Ульпии

## Ф
- Фабии
- Фабриции
- Фаннии
- Филиппы
- Флавии (род)
- Флакки
- Фламинии
- Фламинины
- Фонтеи
- Фослии
- Фульвии
- Фурии (род)
- Фуфидии
- Фуфии

## Ц
- Цедиции
- Цезеннии
- Цезеции
- Цезии
- Целии
- Цецилии

## Э
- Эбуции Aebutia
- Эгнации Egnatia
- Элии Aelia
- Эмилии Aemilia
- Эруции Erucia

## Ю
- Ювентии/Iuventia;
- Юлии/Iulia;
- Юнии/Iunia.